# アンゴラ人民共和国

アンゴラ人民共和国
República Popular de Angola (ポルトガル語)

国歌: Angola Avante（ポルトガル語）
進めアンゴラ

アンゴラ人民共和国の位置

アンゴラ人民共和国（アンゴラじんみんきょうわこく、ポルトガル語: República Popular de Angola）は、アンゴラで社会主義国（西側では一般的に共産主義国として知られる）を自認し、1975年から1992年まで存在していた国家である。

## 概要

### 独立戦争とアンゴラ人民共和国の成立
第二次世界大戦後、宗主国であったポルトガルのエスタド・ノヴォ体制はアンゴラの植民地支配を継続していたが、1961年にアンゴラ独立戦争（ポルトガルの植民地戦争）が勃発した。
独立戦争の末、1974年にカーネーション革命が発生しポルトガルの新政権は独立を認めアンゴラ解放人民運動 (MPLA) が主導し、1975年11月11日に独立を宣言した。

### アンゴラ内戦
アンゴラ人民共和国は、MPLAによって共産主義の一党制が敷かれた。MPLA政権はソビエト連邦、キューバ、モザンビークとの友好関係を保っていた。一方で、アンゴラ全面独立民族同盟 (UNITA) として知られる反対党派は南アフリカ共和国とアメリカ合衆国の後援を得てMPLAと内戦（アンゴラ内戦）に突入した。

### 社会主義路線の放棄
1991年に、MPLAとUNITAはビセッセ合意に調印し、アンゴラにおける複数政党制が認められた。しかし、酷い論争が続き、アンゴラ人民共和国は最終的に1992年に廃止され、今日のアンゴラ共和国となった。

## 脚註
1. ↑  Angola - Communist Nations
2. ↑  D4 Angola